# Wittenau (Berlins tunnelbana)

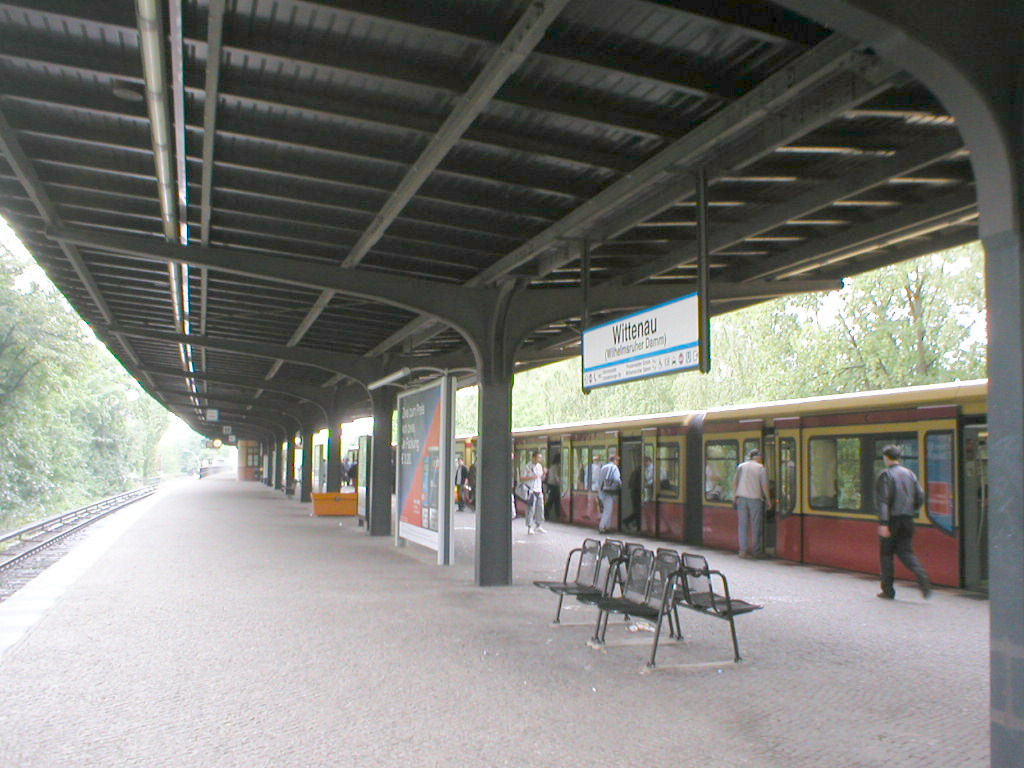
Wittenaus pendeltågsstation

Wittenau är slutstation på Berlins tunnelbana linje U8 och även en station för Berlins pendeltåg i Wittenau i Berlin. Tunnelbanans station öppnade 1994, så att man lätt skulle kunna byta från tunnelbana till pendeltåg. Stadsdelen Wittenau ingår i stadsdelsområdet Reinickendorf.